# Parque nacional Cayos Capricornia

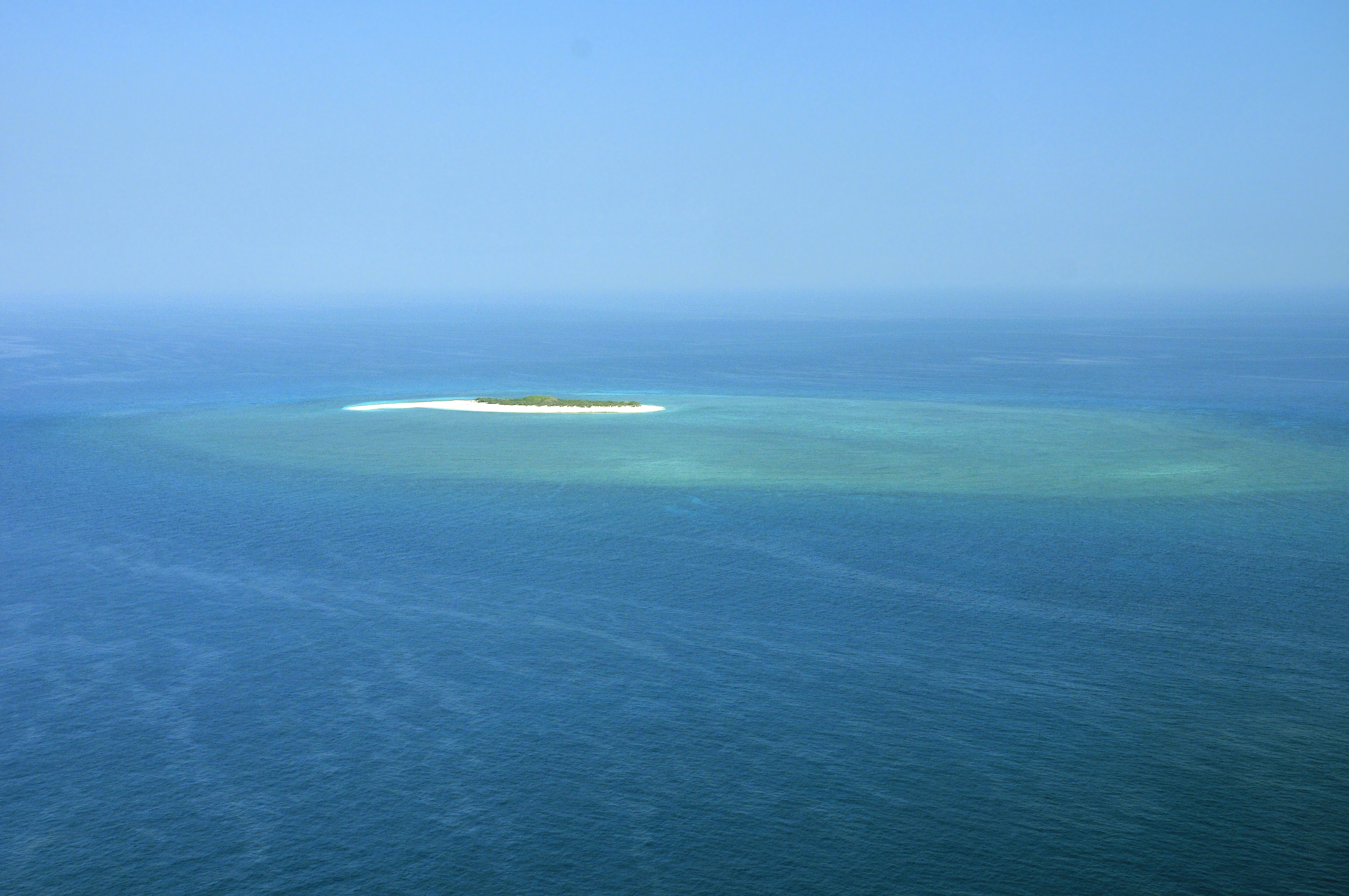
Un cayo coralino en las Islas Capricornio, al noroeste de la isla Masthead (Queensland, Australia).

Cayos Capricornia es un parque nacional y un parque científico nacional en Queensland (Australia), respectivamente a 486 km y a 472 km al norte de Brisbane.

## Datos
|                    | Parque Nacional                               | Parque Científico                             |
| Área               | 1,78 km²                                      | 0,44 km²                                      |
| Coordenadas        | 23°14′54″S 151°46′41″E / -23.24833, 151.77806 | 23°20′07″S 151°57′24″E / -23.33528, 151.95667 |
| Fecha de Creación: | 1994                                          | --                                            |
| Administración:    | Servicio para la Vida Salvaje de Queensland   | Servicio para la Vida Salvaje de Queensland   |
| Categoría IUCN:    | II                                            | Ia                                            |